# Vaisseau de la résurrection
Dans la série télévisée Battlestar Galactica, les vaisseaux de la résurrection sont des vaisseaux cylons permettant aux cylons de forme humanoïde et de type chasseurs de reprendre vie dans un nouveau corps. Ces vaisseaux se veulent un substitut lorsque les cylons sont en campagne, trop loin de leur planète-mère pour y être téléchargés.
C'est peu après la rencontre entre les deux battlestars Galactica et Pegasus que l'amiral Helena Cain ordonnera une mission d'observation auprès de cet étrange vaisseau gardé par des bases cylonnes. Starbuck, aux commandes du vaisseau furtif, prendra des photographies révélatrices de sa nature stratégique. Les forces de la nouvelle flotte spatiale organiseront un raid pour le détruire.